# Ла Кроче (Анкона)
Ла Кроче је насеље у Италији у округу Анкона, региону Марке.
Према процени из 2011. у насељу је живело 407 становника. Насеље се налази на надморској висини од 208 м.